# 嘉悦大学短期大学部
嘉悦大学短期大学部（日语：／ kaetsu Daigaku Tanki Daigakubu *），简称嘉悦短大是过去一所位于日本东京都小平市的私立短期大学。

## 概要

### 简介
- 学校最早可以追溯到1903年[1]。短期大学为于1950年开办[1]、由学校法人嘉悦学园经营、招生到于2011年。

### 历史
- 1950年 日本女子经济短期大学成立并同时设置商科于千代田区[1]。
- 1961年 业余课程商业专修成立[2]。
- 1975年 业余课程商业专修变更为经济专修[2]。商科变更为经济学科[3]。
- 1982年 改校名为嘉悦女子短期大学、校园迁到小平市[1]。
- 1993年 管理信息学科[注 4]成立[1]。
- 2000年 经济学科招生最后[3]。
- 2001年 改校名为嘉悦大学短期大学部[1]。
- 2004年 今年3月31日经济学科停办[3]。
- 2005年 管理信息学科改编为商务交流学科[注 3][1]。
- 2011年 短期大学招生最后[3]。
- 2013年 停办。

### 宪章
- 请参看嘉悦大学短期大学部的标志（页面存档备份，存于） （日語） 2013年12月29日阅览。

## 学校环境
- 校区：在了东京都小平市[注 1]

## 历任校长
- 加藤宽：最后短期大学校长[3]

## 组织

### 学科
- 商务交流学科[注 3]

### 前学科
- 经济学科[注 2]

### 专科
| - 没有 |

### 业余课程
| - 经济专修： |

### 附属学校
| - 幼儿园：成立于1979年。前嘉悦女子短期大学附属千叶・嘉悦幼儿园 |

## 知名校友
- 城田優：男演員
- 冈野知子（女子排球运动员）
- 横山雅美（女子排球运动员）
- 远藤由美子：女演员
- 岩井由纪子(前小猫俱乐部的会员No.19。经济学科中退)
- 松本亚璃沙（AV女优）

## 相关链接
- 日本短期大学列表